# Afrodizijak
Afrodizijak je tvar koja potiče spolni nagon ili seksualne želje - libida. Pojam „afrodizijak” dolazi od imena starogrčke božice ljepote, ljubavi i seksualne želje - Afrodite. 
Kroz povijest brojnim jelima, pićima, mirisima ili aktivnostima pripisuje se posebna djelovanja koje bi stimuliralo libido i poboljšalo seksualno zadovoljstvo. Usprkos dugogodišnjim književnim izvorima, gotovo da nema znanstvenih studija za potvrdu učinkovitosti afrodizijaka. 
S povijesnog i znanstvenog stajališta, učinci su rezultat snažnog uvjerenja da tvari djeluju. U nekim se slučajevima to uvjerenje proizlazi iz okusa, mirisa ili izgleda. Banane, šparoge i nosorogov rog falički su oblici i sugeriraju da muški spolni udovi jednako dugo budu čvrsti. Oštrige i smokve koje podsjećaju na uzbuđenu vulvu i daju nadu da će ženski spolni organi biti isti.

## Hrana kao afrodizijak
Primjeri za hranu kojoj se pripisuje stimulacija libida su:
- Čokolada
- Kamenice
- Feferoni
- Alkohol
- Tartufi
- Šparoge
- Ginseng
- Ginkgo

Velik dio stručnjaka smatra da se sve priče o afrodizijačkom djelovanju mogu svesti na običnan placebo učinak i autosugestiju. 